# 제주 (음악)

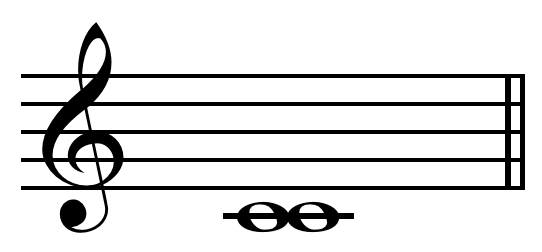

제주(齊奏, unison)은 기악의 연주형태 중 하나로, 어떤 음을 몇 개의 악기로 동시에 연주하는 일을 말한다. 음의 높이가 같으면 옥타브가 달라도 관계없다. 그리고 이 음은 다만 하나뿐만이 아니라 많은 음으로 멜로디를 만들고 있는 경우도 있다. 악기는 같은 종류의 것이든 다른 종류의 것이든 관계없다. 즉, 제주음악은 하나의 멜로디만을 연주하는 것이므로 화성적인 두께가 없는 단순한 것이다.

## 같이 보기
- 음정